# کمیسیون حقوق بشر سازمان ملل متحد

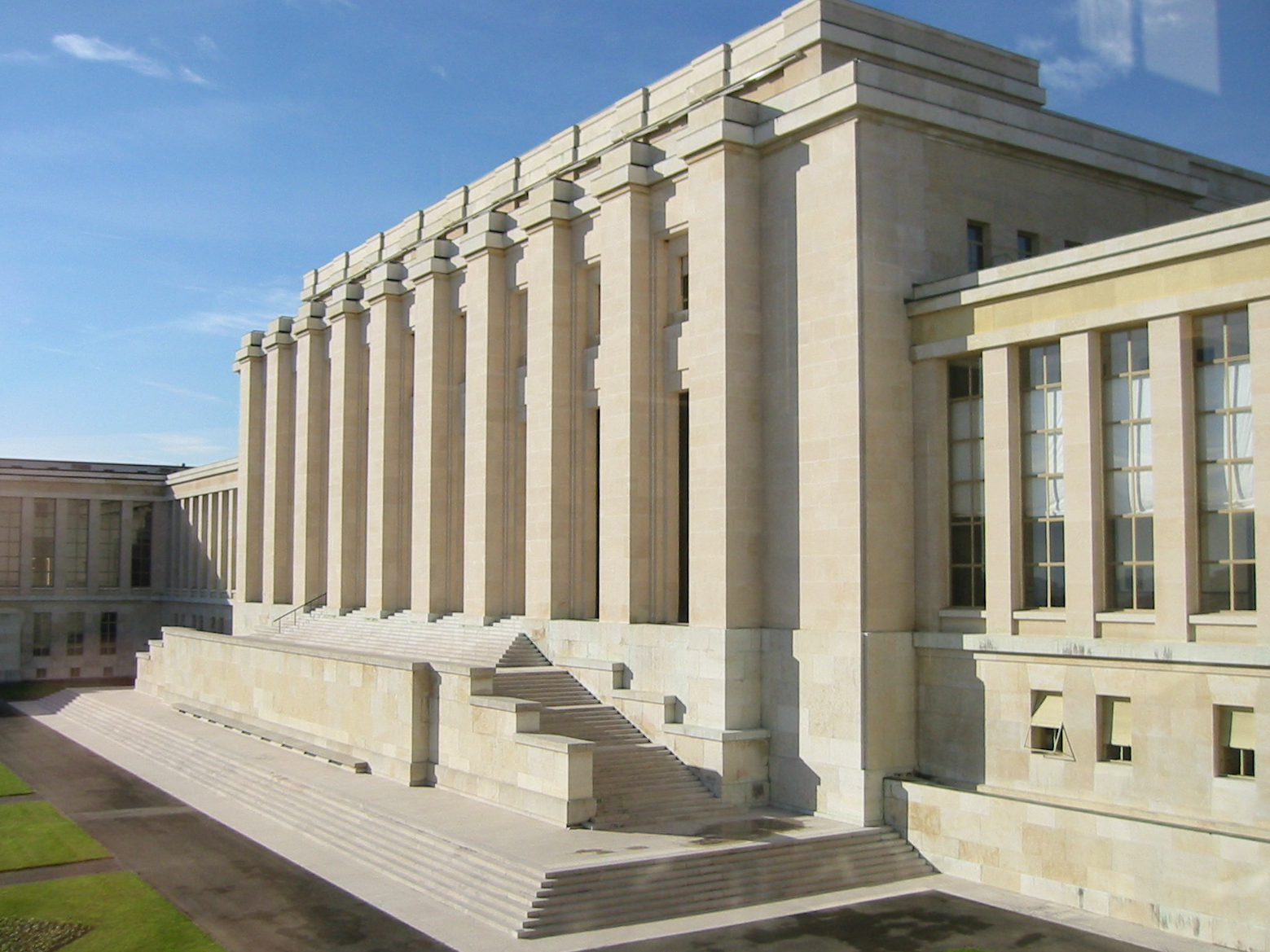
کمیسیون حقوق بشر سازمان ملل متحد

کمیسیون حقوق بشر سازمان ملل متحد، زیرمجموعه‌ای از شورای اقتصادی و اجتماعی سازمان ملل متحد بود که در ۱۰ دسامبر ۱۹۴۶ توسط شورای اقتصادی تشکیل و در ۱۵ مارس ۲۰۰۶ با رأی قاطع مجمع عمومی سازمان ملل متحد با شورای حقوق بشر سازمان ملل متحد جایگزین شد.
فعالیت‌های این شورا را می‌توان از زمان تشکیل تا جایگزینی با شورای حقوق بشر، به سه دوره تقسیم کرد. کار اصلی کمیسیون در دورهٔ اول (از ۱۹۴۷ تا ۱۹۶۶ میلادی) وضع قانون‌ها و استانداردهای حقوق بشری در قالب کنوانسیون‌های مدنی و سیاسی بود. در دورهٔ دوم که از ۱۹۶۷ آغاز شد، با نشر گزارش‌های موضوعی توسط کار گروه‌ها و زیرمجموعه‌ها، نقض حقوق بشر را در کشورهای مختلف زیر نظر می‌گرفت و از ۱۹۹۰ تا زمان انحلال، به عنوان مشاور برای کشورهای مختلف جهان بر ارتقای حقوق فرهنگی-اجتماعی تأکید می‌کرد.
از اقدامات مهم کمیسیون حقوق بشر سازمان ملل متحد، تهیه اعلامیه جهانی حقوق بشر در سال ۱۹۴۸ و میثاق بین‌المللی حقوق مدنی و سیاسی و نیز میثاق بین‌المللی حقوق اقتصادی، اجتماعی و فرهنگی در سال ۱۹۶۶ و همچنین طرح اعلامیه حق توسعه در ۱۹۸۶ بود.

## تاریخچه
کمیسیون حقوق بشر سازمان ملل متحد توسط شورای اقتصادی و اجتماعی سازمان ملل متحد در سال ۱۹۴۶ تأسیس شد و یکی از دو «کمیسیون‌های کاربردی وظیفه‌ای» بود که در ساختار اولیه سازمان ملل ایجاد شد (دیگری کمیسیون مقام زن). این کمیسیون، چارچوبی بود که براساس منشور ملل متحد (به خصوص، تحت ماده ۶۸) ایجاد شده بود و تمامی کشورهای عضو سازمان ملل آن را امضا می‌کنند.
این جلسه برای اولین بار در ژانویه سال ۱۹۴۷ برگزار شد و یک پیش‌نویس برای اعلامیه جهانی حقوق بشر نگاشته شد که در تاریخ ۱۰ دسامبر ۱۹۴۸ توسط سازمان ملل متحد تصویب شد.
این چارچوب دو مرحله مجزا را پشت سر گذاشت. در ۲۰ سال اول (۱۹۴۷–۱۹۶۶)، کمیسیون تلاش‌های خود را بر روی تنظیم معیارهای متعارف متمرکز کرد. کمیسیون با استفاده از اعلامیه جهانی به عنوان مبنا، اقدام به تهیه پیش نویس مهم از قوانین بین‌المللی حقوق بشر کرد که ثمره آن تصویب دو پیمان نامه تحت عنوان «میثاق بین‌المللی حقوق مدنی و سیاسی» و «میثاق بین‌المللی حقوق اقتصادی، اجتماعی و فرهنگی» در مجمع عمومی سازمان ملل متحد در سال ۱۹۶۶ بود. عموماً از اعلامیه جهانی و دو میثاق یاد شده به عنوان «منشور بین‌المللی حقوق بشر» یاد می‌شوند. یکی از ویژگی‌های مهم مرحله تنظیم معیارهای متعارف در ۲۰ سال اول که در بیانیه‌ای که توسط خود کمیسیون در سال ۱۹۴۷ ارائه شد (و توسط شورای اقتصادی و اجتماعی تأیید گردید) این بود که این کمیسیون صلاحیت رسیدگی به هر گونه شکایت در مورد نقض حقوق بشر را ندارد.
پس از گذشت ۲۰ سال در سال ۱۹۶۷، کمیسیون به‌طور خاص از سوی شورای اقتصادی و اجتماعی و با تشویق مجمع عمومی مجاز گردید تا برای مقابله با نقض حقوق بشر اقدام نماید. از آن زمان، کمیسیون برای رصد کردن رعایت قوانین بین‌المللی حقوق بشر توسط حکومت‌ها و بررسی شکایت‌های نقض حقوق بشر، یک سازوکار دقیق، کشورمحور یا موضوعی (فعالیت از طریق گروه‌های تخصصی حقوق بشر) برای بررسی موارد نقض حقوق بشر ابداع کرد. از جمله این سازوکارها، اعزام مأموران به کشورها در تمامی بخش‌های جهان، غنی و فقیر، توسعه و توسعه به‌طور یک‌سان جهت کشف حقایق بود.
برای تحقق بهتر این سیاست جدید، تغییرات دیگری رخ دادند. در دهه ۱۹۷۰ امکان ایجاد کارگروه‌های منطقه‌محور بر اساس ویژگی‌های جغرافیایی ایجاد شد. این گروه‌ها فعالیت‌های خود را در زمینه بررسی تخلفات در یک منطقه یا حتی یک کشور واحد، مانند شیلی، به صورت اختصاصی ادامه دادند. در دهه ۱۹۸۰، کارگروه‌های مسئله محور که در انواع خاصی از جرائم حقوق بشری تخصص داشتند، مطرح شدند.
با این حال، هیچ‌یک از این اقدامات، به دلیل وجود ناقضان حقوق بشر و سیاست ورزی‌های درون کمیسیون، قادر به ایجاد این نتایج رضایت بخش نبودند. در سال‌های بعد تا انحلال آن، این کمیسیون در میان فعالان و دولت‌ها به‌طور فزاینده‌ای بی‌اعتبار شد.
کمیسیون در ۲۷ مارس ۲۰۰۶، نشست نهایی خود را در ژنو برگزار کرد و در همان سال شورای حقوق بشر سازمان ملل جایگزین آن شد.